# Tout sur Homer
Tout sur Homer (France) ou Le déclin de l'empire Simpson (Québec) (Gump Roast) est le 17e épisode de la saison 13 de la série télévisée d'animation Les Simpson.

## Synopsis
Cet épisode se base sur des flash-back d'anciens épisodes. C'est la Fox qui demanda aux auteurs de créer un épisode qui sert de best of.